# Mubadala Abu Dhabi Open 2024 - Qualificazioni singolare
Le qualificazioni del singolare del Mubadala Abu Dhabi Open 2024 sono un torneo di tennis preliminare per accedere alla fase finale della manifestazione disputate il 3 e 4 febbraio 2024. I vincitori dell'ultimo turno sono entrati di diritto nel tabellone principale. In caso di ritiro di uno o più giocatori aventi diritto a questi sono subentrati i Lucky loser, ossia i giocatori che hanno perso nell'ultimo turno ma che avevano una classifica più alta rispetto agli altri partecipanti che avevano comunque perso nel turno finale.

## Teste di serie
1. Linda Nosková (qualificata)
2. Marie Bouzková (spostato nel tabellone principale)
3. Caroline Dolehide (primo turno)
4. Sofia Kenin (primo turno)
5. Sara Sorribes Tormo (ultimo turno, lucky loser)
6. Lucia Bronzetti (ultimo turno, lucky loser)

1. Diane Parry (qualificata)
2. Danielle Collins (qualificata)
3. Julija Putinceva (primo turno)
4. Cristina Bucșa (ultimo turno, lucky loser)
5. Ashlyn Krueger (qualificata)
6. Bernarda Pera (qualificata)

## Qualificate
1. Linda Nosková
2. Diane Parry
3. Danielle Collins

1. Heather Watson
2. Bernarda Pera
3. Ashlyn Krueger

### Lucky loser
1. Lucia Bronzetti
2. Sara Sorribes Tormo

1. Cristina Bucșa

## Tabellone

### Legenda
| - Q = Qualificato - WC = Wild card - LL = Lucky loser | - ALT = Alternate - SE = Special Exempt - PR = Protected Ranking | - w/o = Walkover - r = Ritirato - d = Squalificato |

### Sezione 1
|  | Primo turno | Primo turno    | Primo turno    | Primo turno | Primo turno |  |  | Ultimo turno | Ultimo turno   | Ultimo turno   | Ultimo turno | Ultimo turno |  |
|  |             |                |                |             |             |  |  |              |                |                |              |              |  |
|  | 1           | Linda Nosková  | Linda Nosková  | 6           | 6           |  |  |              |                |                |              |              |  |
|  | Alt         | Vera Zvonarëva | Vera Zvonarëva | 4           | 1           |  |  | 1            | Linda Nosková  | Linda Nosková  | 6            | 7            |  |
|  | WC          | Ena Koike      | 6              | 3           | 2           |  |  | 10           | Cristina Bucșa | Cristina Bucșa | 4            | 61           |  |
|  | 10          | Cristina Bucșa | 3              | 6           | 6           |  |  |              |                |                |              |              |  |

### Sezione 2
|  | Primo turno | Primo turno       | Primo turno       | Primo turno | Primo turno |  |  | Ultimo turno | Ultimo turno | Ultimo turno | Ultimo turno | Ultimo turno |  |
|  |             |                   |                   |             |             |  |  |              |              |              |              |              |  |
|  | Alt         | Aleksandra Krunić | Aleksandra Krunić | 2           | 4           |  |  |              |              |              |              |              |  |
|  |             | Mai Hontama       | Mai Hontama       | 6           | 6           |  |  |              | Mai Hontama  | Mai Hontama  | 3            | 0            |  |
|  |             | Raluca Șerban     | Raluca Șerban     | 1           | 62          |  |  | 7            | Diane Parry  | Diane Parry  | 6            | 6            |  |
|  | 7           | Diane Parry       | Diane Parry       | 6           | 7           |  |  |              |              |              |              |              |  |

### Sezione 3
|  | Primo turno | Primo turno          | Primo turno          | Primo turno | Primo turno |  |  | Ultimo turno | Ultimo turno      | Ultimo turno      | Ultimo turno | Ultimo turno |  |
|  |             |                      |                      |             |             |  |  |              |                   |                   |              |              |  |
|  | 3           | Caroline Dolehide    | Caroline Dolehide    | 2           | 3           |  |  |              |                   |                   |              |              |  |
|  |             | Linda Fruhvirtová    | Linda Fruhvirtová    | 6           | 6           |  |  |              | Linda Fruhvirtová | Linda Fruhvirtová | 4            | 3            |  |
|  |             | Despoina Papamichaīl | Despoina Papamichaīl | 2           | 3           |  |  | 8/WC         | Danielle Collins  | Danielle Collins  | 6            | 6            |  |
|  | 8/WC        | Danielle Collins     | Danielle Collins     | 6           | 6           |  |  |              |                   |                   |              |              |  |

### Sezione 4
|  | Primo turno | Primo turno      | Primo turno | Primo turno | Primo turno |  |  | Ultimo turno | Ultimo turno    | Ultimo turno | Ultimo turno | Ultimo turno |  |
|  |             |                  |             |             |             |  |  |              |                 |              |              |              |  |
|  | 4           | Sofia Kenin      | 6           | 1           | 1           |  |  |              |                 |              |              |              |  |
|  |             | Heather Watson   | 3           | 6           | 6           |  |  |              | Heather Watson  | 3            | 7            | 6            |  |
|  |             | Rebeka Masarova  | 63          | 6           | 6           |  |  |              | Rebeka Masarova | 6            | 63           | 1            |  |
|  | 9           | Julija Putinceva | 7           | 4           | 2           |  |  |              |                 |              |              |              |  |

### Sezione 5
|  | Primo turno | Primo turno         | Primo turno         | Primo turno | Primo turno |  |  | Ultimo turno | Ultimo turno        | Ultimo turno        | Ultimo turno | Ultimo turno |  |
|  |             |                     |                     |             |             |  |  |              |                     |                     |              |              |  |
|  | 5           | Sara Sorribes Tormo | Sara Sorribes Tormo | 6           | 6           |  |  |              |                     |                     |              |              |  |
|  | WC          | Yara Alhogbani      | Yara Alhogbani      | 0           | 1           |  |  | 5            | Sara Sorribes Tormo | Sara Sorribes Tormo | 4            | 1            |  |
|  | WC          | Wakana Sonobe       | Wakana Sonobe       | 4           | 0           |  |  | 12           | Bernarda Pera       | Bernarda Pera       | 6            | 6            |  |
|  | 12          | Bernarda Pera       | Bernarda Pera       | 6           | 6           |  |  |              |                     |                     |              |              |  |

### Sezione 6
|  | Primo turno | Primo turno          | Primo turno     | Primo turno | Primo turno |  |  | Ultimo turno | Ultimo turno    | Ultimo turno    | Ultimo turno | Ultimo turno |  |
|  |             |                      |                 |             |             |  |  |              |                 |                 |              |              |  |
|  | 6           | Lucia Bronzetti      | Lucia Bronzetti | 6           | 6           |  |  |              |                 |                 |              |              |  |
|  |             | Daria Saville        | Daria Saville   | 4           | 4           |  |  | 6            | Lucia Bronzetti | Lucia Bronzetti | 5            | 0            |  |
|  |             | Aljaksandra Sasnovič | 1               | 6           | 4           |  |  | 11           | Ashlyn Krueger  | Ashlyn Krueger  | 7            | 6            |  |
|  | 11          | Ashlyn Krueger       | 6               | 3           | 6           |  |  |              |                 |                 |              |              |  |